# Дрожиська-Середнє
Дрожиська-Середнє (пол. Drożyska Średnie, нім. Mittel Friedrichsberg) — село в Польщі, у гміні Закшево Злотовського повіту Великопольського воєводства.
Населення — 50 осіб (2011).
У 1975-1998 роках село належало до Пільського воєводства.

## Демографія
Демографічна структура станом на 31 березня 2011 року:
|          | Загалом | Допрацездатний вік | Працездатний вік | Постпрацездатний вік |
| -------- | ------- | ------------------ | ---------------- | -------------------- |
| Чоловіки | 26      | 8                  | 18               | 0                    |
| Жінки    | 24      | 10                 | 12               | 2                    |
| Разом    | 50      | 18                 | 30               | 2                    |